# Djuptjärnen (Los socken, Hälsingland, 684550-147378)
Djuptjärnen är en sjö i Ljusdals kommun i Hälsingland och ingår i Ljusnans huvudavrinningsområde.